# Volni (Adiguesia)
Volni (del ruso: Вольный) es un jútor del raión de Maikop en la república de Adiguesia de Rusia. Está situado en la orilla izquierda del río Ulka, 20 km al norte de Tulski y 11 km al nordeste de Maikop, la capital de la república. Tenía 255 habitantes en 2010.
Pertenece al municipio Krasnoulskoye.